# Sanok
Sanok é um município da Polônia, na voivodia da Subcarpácia e no condado de Sanok. Estende-se por uma área de 38,08 km², com 37 113 habitantes, segundo os censos de 2019, com uma densidade de 1009 hab/km².